# Fernando García Calderón
Fernando García Calderón (Sevilla, 11 de agosto de 1959) es un escritor e ingeniero de Caminos español afincado en Madrid, investigador de componentes para la superestructura de la vía férrea y autor de ficciones.

## Biografía
Nació en el histórico barrio de Triana. Un traslado profesional paterno lo llevó a Madrid con apenas diez años, en cuyo padrón sigue figurando. Estudiante en el instituto Cardenal Cisneros, de honda raigambre bachiller, destaca por su pareja afinidad a las ciencias y las humanidades, recibiendo, entre otros galardones, el premio al mejor alumno del curso 1970-71 y el reconocimiento institucional de la época materializado en la concesión de la A Ibérica al mérito en el estudio. Festeja el 20 de noviembre de 1975 con la lectura de Réquiem por un campesino español, alejándose definitivamente del realismo recalcitrante en un periodo en el que da sus primeros y titubeantes pasos en el azaroso mundo de la literatura.
Cumple sus veintitrés primaveras con los títulos de ingeniero de Caminos, Canales y Puertos por la Universidad Politécnica de Madrid, especialidad de Transportes, y de alférez de unas milicias universitarias —obligatorias— que serán el escenario perfecto para entregarse al manejo de las máquinas y de la pluma estilográfica, multiplicándose en el cálculo de movimientos de tierras y en la escritura de relatos que, más adelante, invadirán los concursos de narrativa breve de toda la geografía hispana.
Aficionado a los trenes, gana plaza fija en la Red Nacional de los Ferrocarriles Españoles a mediados de 1983, tras un periodo de aprendizaje y prueba que le traerá el amor a las vías y a una hermosa licenciada en Ciencias Físicas, empleada de la misma empresa. Lamia o Lam, como la llama, alcanzará la condición de musa y personaje a lo largo de toda su trayectoria. En 1991 se incorporará, temporalmente, a Ferrocarriles de Vía Estrecha, FEVE, como director de Estudios y Tecnología.
Será en ese umbral de los años noventa cuando se plantee superar la timidez para dar a conocer sus creaciones a los jurados de certámenes muy diversos. Fruto de esas bregas son un puñado de premios y menciones, unas cuantas anécdotas graciosas y un libro que tarda un decenio en alumbrar y con el que inaugura el siglo xxi: El mal de tu ausencia.
En 1994 uno de sus cuentos más breves salta del folio a la página impresa, siendo incluido en el volumen de relatos hiperbreves Quince Líneas, promovido por el Círculo Cultural Faroni y editado por Tusquets en su colección Andanzas. Renuncia al cargo en Vía Estrecha y retorna a Renfe, provocando el punto de inflexión necesario para adentrarse en el género de la novela. Escribe dos de carrerilla, obteniendo los premios Félix Urabayen y Ateneo-Ciudad de Valladolid, así como la publicación de los primeros libros que llevan su nombre: El vuelo de los halcones en la noche y El hombre más perseguido. 
Tras serle diagnosticado un invalidante síndrome de fatiga crónica, se olvida de la incertidumbre que suponían las esperas de los fallos y aciertos de los jurados y se centra en otras más largas, las de las contestaciones editoriales. Con la ayuda de la agencia B&B, publica Lo que sé de ti (2003), la novela del ajedrez y la vida. Puro erotismo, a decir de muchos; pornografía, a entender de unos pocos. Las críticas fueron excelentes, abriendo otras puertas. Tres años después, gracias a una popular leyenda de la Sevilla del siglo xv, La judía más hermosa, y a un ajuste de cuentas con su propia generación, La noticia, alcanzará un nivel de ventas que no había conocido hasta ese instante.
Es entonces cuando el infortunio familiar y la enfermedad que lo aqueja frenan su ambición literaria. Tras un largo periodo de trabajo silencioso, investigando las andanzas africanas del erudito sevillano Juan Ángel Santacruz de Colle, regresa con Yo también fui Jack el Destripador (2015) y Nadie muere en Zanzíbar (2016). Su inveterada costumbre de publicar obras de dos en dos se ve superada en este caso, viendo la luz simultáneamente Diario de ausencias y acomodos (2015), publicado al alimón con Facundo Laboa.
Su obra publicada se compone de cuatro volúmenes de relatos y once novelas que se reparten por los catálogos de las editoriales Alfar, Algaida, Destino y Ediciones del Viento.
En noviembre de 2022, tras asumir la incompatibilidad de su síndrome de fatiga crónica con el COVID-19 y otros virus, anticipa su retirada profesional y confirma lo que manifestase en una entrevista reciente: “De esa enfermedad [la ingeniería] se libra uno con el tiempo, la jubilación es sanadora. No ocurre lo mismo con el mal de la literatura, que se cronifica”.
Los espacios efímeros, un thriller socrático cargado de referencias cinéfilas, es su más reciente muestra de que los duelos, con letras y humor, son menos.

## Obras

### Cuento y novela corta
Fernando García Calderón ha entregado a jurados, editoriales, revistas y lectores más de doscientos relatos breves o brevísimos desde que comenzara su andadura al borde de la treintena. Ha sido reconocido en certámenes de la solera del Jauja (Valladolid, 1989), Gabriel Miró (Alicante, 1992), Juan Ortiz del Barco (San Fernando, 1994), Jara Carrillo (Alcantarilla, 1995), Max Aub (Segorbe, 1995), Villa de Iniesta (Iniesta, 1996), Alfonso Sancho Sáez (Jaén, 1996), Cuentos de Invierno (Ponferrada, 1997), Villa de Quintanar (Quintanar del Rey, 1998), Miguel Cabrera (Morón de la Frontera, 1999) y Marco Fabio Quintiliano (Calahorra, 2000).
En el año 2000, tras la publicación del primero de sus volúmenes, da por finalizada su etapa itinerante. Todos sus libros de relatos han visto la luz en la sevillana Ediciones Alfar.
- El mal de tu ausencia (2000). Contiene varias obras galardonadas en distintos certámenes españoles. Consta de quince cuentos, vertebrados por un banquete con el que Júpiter agasaja a la tropa olímpica. A los postres, con el sopor, unos buscan descanso entre las alcobas de palacio mientras otros, los menos, permanecen sentados a la mesa, apurando sus copas y oyendo peripecias de mortales dignos de eterna salvación por su lucha contra el mal de la soledad, reflejo de tantas ausencias.
- Sedimentos en un pantano, que firma con Eulalia Banda (2004). El volumen plantea, a través de sus distintas historias, el dilema de “la segunda oportunidad” y su consecuencia. Eulalia y Fernando logran un maridaje literario que nos hace pensar en un solo autor, ambidiestro y de mirada única, prolongación en el papel de una pareja de carne y hueso.
- Diario de ausencias y acomodos, escrito con su buen amigo Facundo Laboa (2015). Es una indagación en la vida y milagros del lingüista Juan Ángel Santacruz de Colle, reputado tasador de libros antiguos y anónimo explorador de la costa swahili, entregando a los lectores unos relatos cargados de referencias a su biografía, su vocación literaria y su afición pictórica.
- La sonrisa del observador (2024). Compila las esencias de la extensa producción literaria de García Calderón, testimoniando el amor profesado tanto al relato con vocación de novela como a la miniatura que habita la página aislada, mundo plano sin finisterre ni posibilidad de conquista.

### Novela
Inicia su aventura novelística en 1995, tras completar su única nouvelle, premio Alfonso Sancho Sáez: La sonrisa del observador. Aun viéndose obligado a superar dos periodos de interrupción forzosa (2009-12 y 2020-22), no ha cejado en su empeño de forjar una trayectoria cimentada en las más sólidas estructuras ficcionales, la singularidad en el tratamiento de los temas abordados y el rechazo a las etiquetas. La novela histórica, el thriller y las historias generacionales, en su pluma, cobran la originalidad reseñada con frecuencia por la crítica.  
- El vuelo de los halcones en la noche.  Premio Félix Urabayen (Ayuntamiento de Toledo, 1998). Publicada nuevamente, en edición revisada, en 2018 (Ediciones Alfar). Inspirada libremente en los cuadros del pintor Edward Hopper, narra la historia de una mujer que se arroja en brazos de un amor extemporáneo.
- El hombre más perseguido. Premio Ateneo-Ciudad de Valladolid (Algaida Editores, 1999).  Un estudiante sudamericano de buena familia se ve convertido, por los avatares del destino y de la pasión, en exiliado. En París vivirá con el nombre supuesto de Edmundo Corso y entre sus compatriotas irá propalando un pasado imaginario de activista político... hasta que su propia mentira le estalla en las manos: una organización clandestina contactará con él para atentar contra la vida de un miembro de la Junta Militar de visita en Francia.[a]
- Lo que sé de ti. Ediciones Destino, 2003. Para Adán Vernio, un ingeniero sin vocación, los sueños de pubertad se condensan en dos únicos propósitos: jugar una partida de ajedrez digna de figurar en los tratados y escribir una novela que sea leída. El día que su esposa decide abandonarlo, la fortuna se pega a nuestro protagonista como una lapa. A Vernio alguien le sopló que lo increíble es antesala del suceso y lo previsible, antesala del aburrimiento. Y desde entonces se afana, sin éxito, por contradecir esta máxima.[b][c]
- La noticia. Algaida Editores, 2006. La escritora Victoria Orozco muere en un accidente de automóvil y dos amigos lloran su pérdida: Lucas intuye que no se trata de un suceso casual, sino de una trama para liquidar a un grupo de universitarios que quiso cambiar el mundo; Pepe se refugia en la memoria y en los viejos camaradas. Las muertes que se suceden dan y quitan razones a uno y otro. La noticia es la novela del desengaño de una generación que se estampó contra sus propios ideales, mostrando que el bien y el mal son las dos caras de una moneda que administramos toda la vida.[d][e][f][g]
- La judía más hermosa. Algaida Editores, 2006, 2011 y 2023. Susana de Susón, la más hermosa hembra de la Sevilla del siglo xv, es hija del acaudalado judío converso don Diego. Tan inocente como extravertida, pronto tropezará con la Inquisición. Saldrá adelante con ingenio y bravura, en una existencia repleta de andanzas que la llevarán desde la convulsa España de los Reyes Católicos hasta la intrigante Roma de los Borgia. Susana de Susón, la Susona cuyo recuerdo impregna el barrio sevillano de Santa Cruz, es el Renacimiento hecho mujer.[h]
- La resonancia de un disparo. Algaida Editores, 2008. Todas las personas guardan algún secreto. Incluso Fernando, un modélico padre de familia que se desvive por la felicidad de los suyos, o su mujer Marta, de intachable conducta pública y una discreción sin límites. También Antonio, amigo y socio de Fernando, oculta una verdad incómoda. ¿Y qué decir de Isa, esposa de este y mucho más joven que él? La resonancia de un disparo es la novela de una confesión, con sus píldoras de intriga y sus dosis de veneno, que funciona como un mecanismo de relojería que podría estallar en manos del lector.[i]
- Yo también fui Jack el Destripador. Ediciones del Viento, 2015. ¿Qué haría usted si recibiera una nota de Lewis Carroll, casi media centuria después de su muerte, reconociéndose Jack el Destripador? John Riordan, octogenario forense de Scotland Yard, se verá obligado a revivir una época victoriana en decadencia, cuando recién llegado a Londres como prometedor discípulo del deductivo Joseph Bell y ayudante del inspector Abberline se implica en la investigación del mayor enigma de la historia del crimen.[j][k]
- Nadie muere en Zanzíbar. Algaida Editores, 2016. Cuando Fernando García Calderón se tropezó con los diarios africanos de Juan Ángel Santacruz de Colle, ocultos durante años en un arca de filigrana, no solo halló la autobiografía de un hombre increíble a fuer de excepcional, sino también una prodigiosa aventura para todos sus lectores. Nadie muere en Zanzíbar es una novela de aventuras personales y colectivas, un relato sobre la epifanía salvadora de un europeo descorazonado y las ansias de libertad de los pueblos de África.[l]
- De lo visible y lo invisible. Algaida Editores, 2018. ¿Hasta qué punto una adivinación en un almanaque firmado por don Diego de Torres Villarroel, Gran Piscator de Salamanca, puede condicionar los últimos años de un modesto profesor de matemáticas que ha vivido el destierro en las Américas? Los primeros Borbones, la lucha soterrada entre políticos y nobles que se asoman al precipicio de la Revolución Francesa y el Madrid que florece como capital de un imperio en declive proporcionan el escenario para una trama que aviva, sin solución de continuidad, las grandezas y miserias del ser humano, sus aversiones y amores, su capacidad de redención.[m][n]
- Para olvidar quién fuiste. Algaida Editores, 2019. Un relato de la Europa de posguerra que nos traslada desde el campo de concentración de Mauthausen hasta la Alemania de los encubridores de criminales del nazismo, el Vaticano, la España preconstitucional y una Lisboa que recibe con júbilo la revolución de los claveles. Un marco irrepetible para una persecución sin cuartel. Para olvidar quién fuiste escapa de las clásicas obras de género para construir un relato intimista, poco complaciente, de unos cazanazis que hipotecaron su futuro en el empeño de no olvidar y, a la vez, ser olvidados.[o]
- Los espacios efímeros. Algaida Editores, 2024. Un atentado desata el terror y despierta el instinto de un par de profesionales de amplia trayectoria que, convencidos de su inminente final, abordan con perspectivas muy diferentes el deseo de ser recordados. Set, guionista justiciero, y Tomás, sabueso infalible, se retarán en una serie de asesinatos que replican los inmortalizados en películas de culto, desencadenando una trama que ha de conducirlos a su irrenunciable destino. Los espacios efímeros es el thriller de nuestros miedos. El miedo a la soledad, el miedo a la muerte, el miedo al olvido.

## Recepción crítica
1. ↑  El autor no le da respiro a su lector: le sorprende, le asusta, le desconcierta, le asalta con claves literarias —el París de los exiliados sudamericanos en el que aparecen nombres como Julio, Borges, Arlt, las constantes citas— o con descensos en picado hacia el alma del protagonista (Care Santos. El Cultural, 17/05/2000).
2. ↑  El relato introspectivo es un asombroso trayecto por el lenguaje, pues no en vano descubrimos en García Calderón gran preocupación estética por verbalizar lo inefable: la pasión y la incertidumbre eróticas. La síntesis lingüística, la firme elección de las palabras, el cuidado estilo del autor, nos transporta a verdaderos aciertos expresivos (Toni Montesinos. La Razón, 7/06/2002).
3. ↑  De ahí que ese artificio consistente en abrir cada capítulo con una posición de jugada y que la resolución de esta cumpla, punto a punto, con aquello que hace el protagonista en un Madrid que se nos antoja un enorme tablero imaginario, nos entusiasme porque está construido con esa destreza que está más allá del mero juego de la inteligencia. Aquí el autor parece haber tenido en cuenta el ejemplo de la estética cortazariana, donde la exactitud no está reñida con la verdad que se debe al corazón (“Del ajedrez y sus nostalgias”, Juan Ángel Juristo. ABC Cultural, 6/07/02).
4. ↑  García Calderón aplica la intriga policíaca a un relato intimista que recorre la vida de un grupo de amigos nacido en la Universidad de finales de los setenta y que veinte años después, por una muerte, se reencuentran. Pero no hay que fiarse de una síntesis tan fácil. El autor juega con el lector, como parece que han jugado sus personajes y su memoria con él. Logra enganchar la atención desde el primer momento sin mitigar el desconcierto [...]. Entretenida y audaz, con momentos de gran lirismo [...], el esfuerzo merece la pena. Ganador del premio Ateneo de Valladolid, es uno de los casos en los que un galardón sirvió para impulsar una buena pluma (“Intriga intimista”, Victoria Martín Niño. El Norte de Castilla, 7/10/06).
5. ↑  La noticia trasciende los límites de las novelas de intriga para adentrarse en el desengaño de la generación de la transición (S. Belausteguigoitia. El País, 29/03/06).
6. ↑  Fernando García Calderón [...] ofrece una obra atípica en su estructura, sin narrador al uso [...], para adentrarse en una trama de intriga que lleva aparejada una reflexión sobre el contexto social en que se desarrolla (“García Calderón novela el desencanto de los españoles de la Generación de los 60”. Pilar G., ABC, 9/04/06).
7. ↑  Lo que sé de ti demostraba un rigor en la construcción y un riesgo en el lenguaje poco comunes en nuestra tradición literaria. Tenía la sensación de estar leyendo a una especie de Gesualdo Bufalino excelentemente traducido. Con su última novela me ha sucedido algo similar: extrañeza inicial por el estilo y seducción casi inmediata por el riesgo formal del autor y por su prosa personalísima [...]. Esta llama helada que ilumina la obra de García Calderón es uno de sus atractivos. Es un autor raro, realmente singular, apasionante. (“Solo con invitación: Fernando García Calderón”. Óscar Esquivias, La tormenta en un vaso, 12/07/06).
8. ↑  Con diálogos ágiles y una prosa rica en matices, García Calderón construye una novela a la que con toda propiedad podemos calificar de histórica (José Calvo Poyato, Diario de Córdoba, 6/09/07).
9. ↑  Fernando García Calderón acaba de publicar una nueva obra y vuelve a ser una sorpresa, por el cambio de género y estilo [...]. La resonancia de un disparo es una dura historia de dominio y manipulación; de vidas y pasiones que se cruzan; de victorias y derrotas, relatadas por un personaje femenino, en un diálogo entre pasado y presente, narrado con una fuerte carga sexual (Revista Líneas, julio-agosto 2008).
10. ↑  El escritor sevillano Fernando García Calderón propone una ingeniosa intriga literaria en torno a la inacabable fascinación por Jack el Destripador [...] Sin duda, la novela de García Calderón pertenece a la posmodernidad anunciada por Eco: volver sobre lo escrito y lo leído, usados ambos como material literario, proporciona aquí una fantasía consistente (“Una sombra en la noche”. Manuel Gregorio González, Granada Hoy, 29/03/15).
11. ↑  Por encima de todo es un autor que apuesta por un estilo personal e intransferible, alejado de modas y estéticas. Tras abordar varios géneros literarios, ahora se ha metido a fondo en la época victoriana con su nueva novela, Yo también fui Jack el Destripador, una narración de intriga en la que de forma cabal se hace una investigación sobre quién fue el asesino más famoso del mundo a través de un retrato preciso de una galería de personajes decimonónicos de la talla de Lewis Carroll, H.G. Wells o Conan Doyle (“García Calderón desmonta a Jack el Destripador en su nueva novela”. Andrés González-Barba, ABC, 01/04/15).
12. ↑  Hoy presentamos una novela de largo aliento con la que tendrán buena lectura para un montón de horas [...]. Nos aporta la historia de una vida exótica y apasionante que nos ayudará a evadir estos días de vuelta a la realidad (“Una huida apasionante”. Adolfo Caparrós Gómez de Mercado, Biblioteca CEU, 07/09/2016).
13. ↑  Rigor y delicia narrativa se aúnan ahora para contarnos cómo en el siglo XVIII, con los inicios de la dinastía borbónica, se amasa un modo de vida reflejado en méritos y miserias de las personas que, sin atender al condicionamiento temporal, se suspende en el aire de la decadencia que existió antes y existiría después. García Calderón, una vez más, es garantía de gran acierto (José Luis Esparcia. Revista Max Estrella, enero de 2019).
14. ↑  Todos estos elementos, bien manejados por el autor, hacen de esta novela un gratificante ejercicio de lectura (está muy bien escrita) en el que se mezclan episodios y personajes reales coetáneos (Floridablanca, el Conde de Aranda, Quevedo) e históricos (Isaac Newton, Leibniz, Maupertuis) con elementos mágicos y mitológicos sobre los que se desarrolla una trama que atrapa la atención del lector hasta su final. (“La novela histórica, una aproximación”. Francisco R. Pastoriza, Faro de Vigo, 22/09/2018).
15. ↑  El elemento diferenciador de esta novela es el cambio de protagonista de la misma, lo que siempre es muy arriesgado. Un cambio que Fernando García Calderón ha sabido gestionar con solvencia y elegancia [...]. Para olvidar quién fuiste es una gran novela que se merece una amplia aceptación por parte de los lectores. Una novela que nadie debería perderse si se quiere conocer ese abyecto mundo de los nazis huidos y cómo fueron cazados por un puñado de valientes que lucharon contra viento y marea para hacer justicia (Javier Velasco Oliaga, Revista Todo Literatura, 03/05/2020).